# راشيل هاو
راشيل هاو (بالإنجليزية: Rachel Haugh)‏ وهي مهندسة معمارية إنجليزية شاركت في تأسيس شركة "SimpsonHaugh" وشركائها مع إيان سيمبسون في عام 1987. عملت راشيل في مانشستر ولندن. تم ترشيحها لجائزة مهندس العام في عام 2015.
ولدت راشيل جين هاو في مارس 1961 وحضرت مدرسة ماربل هول في مانشستر ودرست الهندسة المعمارية في جامعة باث.
عملت راشيل على برج بيثام في مانشستر ، وهو عبارة عن ناطحة سحاب متعددة الاستخدامات مكونة من 47 طابقًا وتم الانتهاء منه في عام 2006. كما عملت في مشروع بلاكفريرز وهو مشروع تنمية متعددة الاستخدامات قيد الإنشاء في بلاكفرايرز رود في بانك سايد في لندن، والمعروف باسم المزهرية بسبب شكلها. كما عملت راشيل أيضًا على إعادة تطوير محطة باترسي للطاقة وإصلاح استوديوهات غرناطة في مانشستر.
ومن بين عملائها، مؤسسة بيتهام ومجموعة بيركلي وداونج ومجلس مدينة مانشستر وإيربن سبلاش، وجامعة مانشستر وكلية لندن الجامعية.

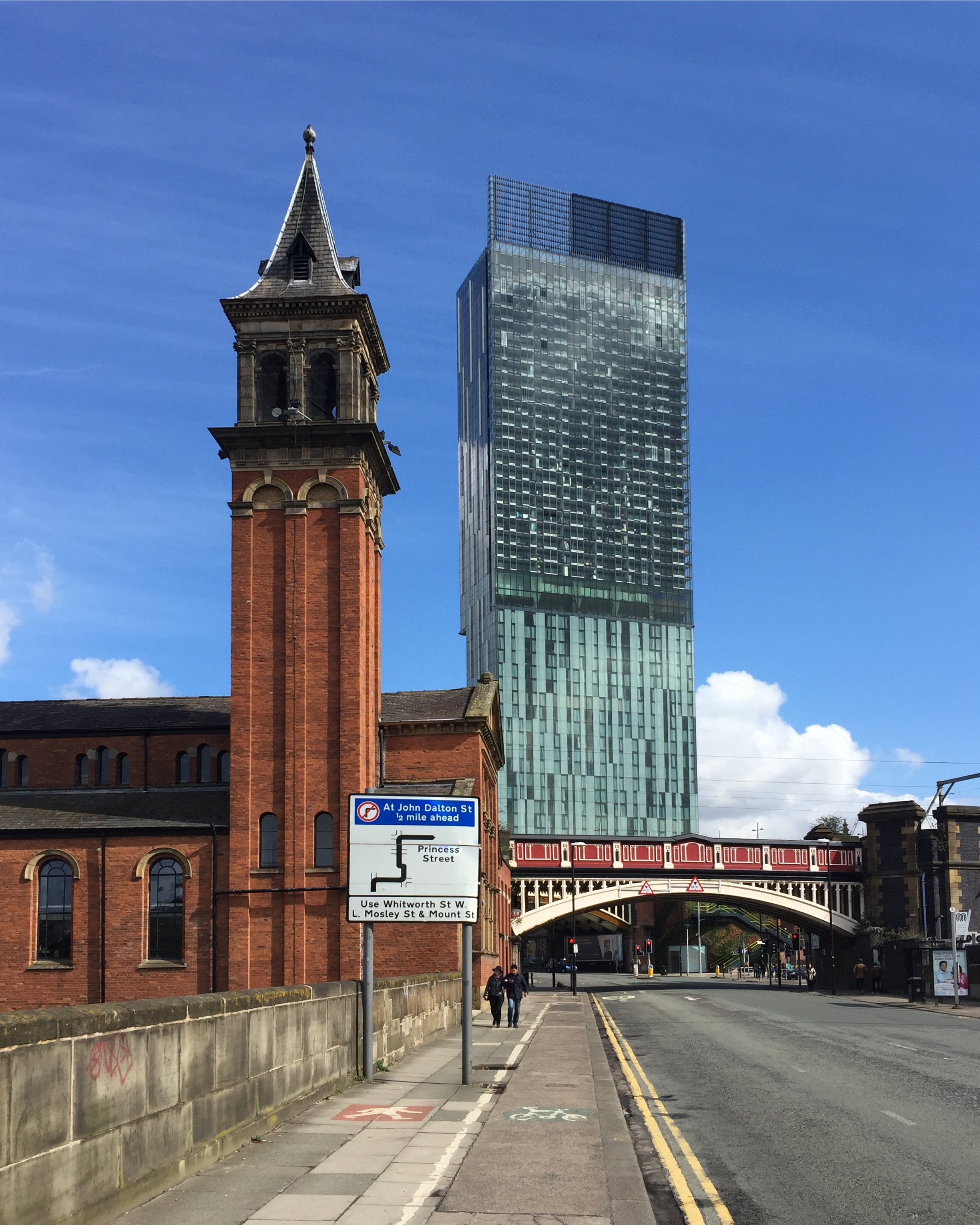
برج بيثام - مانشستر

## وصلات خارجية
- simpsonhaugh.com